# دابا (پونینگ)
دابا (به لاتین: Daba) یک منطقهٔ مسکونی در چین است که در پونینگ واقع شده‌است.